# 3 halerze czechosłowackie (1962)
3 halerze (cz. 3 haléře, słow. 3 haliere) – czechosłowacka moneta obiegowa o nominale 3 halerzy bita w latach 1962 i 1963, jednak pozostająca w obiegu aż do roku 1976.

## Wzór
W centralnej części awersu znalazł się herb Czechosłowackiej Republiki Socjalistycznej – wizerunek znajdującego się na tarczy w kształcie husyckiej pawęży czeskiego wspiętego lwa o podwójnym ogonie. Na jego piersi umieszczono mniejszą tarczę z reprezentującym Słowaków symbolem watry na tle sylwetki tatrzańskiego szczytu Krywań. Wokół tarczy widniała legenda: zapisana wewnętrznie nazwa kraju („ČESKOSLOVENSKÁ SOCIALISTICKÁ REPUBLIKA”), u dołu zaś zapisany zewnętrznie rok bicia.
Rewers monety przedstawiał duży, zapisany arabską cyfrą nominał pod pięcioramienną gwiazdą otoczony wieńcem gałązek lipowych, które u dołu przewiązane były wstęgą.

## Nakład
Moneta według projektu z 1962 roku stanowiła modyfikację 3 halerzy z roku 1953. Zmiana wzoru awersu spowodowana była przyjęciem dwa lata wcześniej socjalistycznej nomenklatury i symboliki. Zarządzeniem ministra finansów z dnia 23 listopada 1962 r. przewidziano, że nowe monety będą posiadały te same parametry fizyczne i wzór co wcześniejszy wariant, z uwzględnieniem jednak nowego herbu i nowej nazwy kraju. Tym samym zastosowanie miały wytyczne zawarte w zarządzeniu Ministra Finansów z 30 maja 1953 r. – trzyhalerzowe monety bito z krążków o gładkim rancie, grubości 1 i średnicy 18 mm. Jedna sztuka ważyła 0,66 g. Wytwarzano je z aluminium, choć dokładny stop nie został zdefiniowany w żadnym akcie prawnym (według jednej z wersji był to stop Al96,65Mg3Mn0,35). Nie podano także autora wzoru monet, choć wskazuje się, że projekt powstał w Związku Radzieckim.
Monety, które bito w mennicy w Kremnicy, trafiły do obiegu 1 grudnia 1962 r. Wytworzono jedynie dwa roczniki, 1962 i 1963 w łącznej liczbie 5,13 mln sztuk. Wycofano je z obiegu z końcem stycznia 1976 r., jednocześnie z wcześniejszym wariantem z 1953 roku.